# St. Paul (Konstanz)

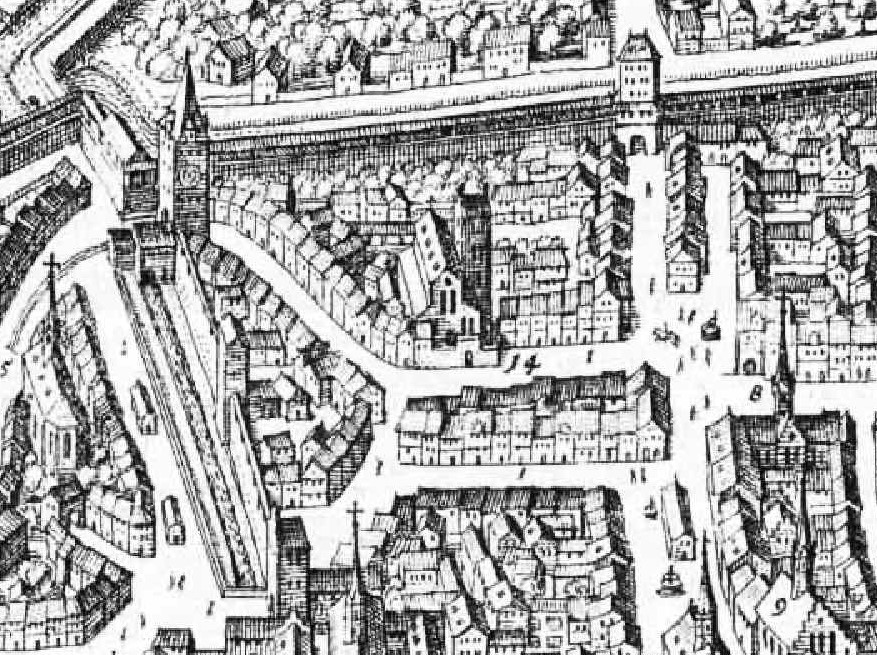
Die Paulskirche (Nr. 14) auf dem Merianstich von 1643

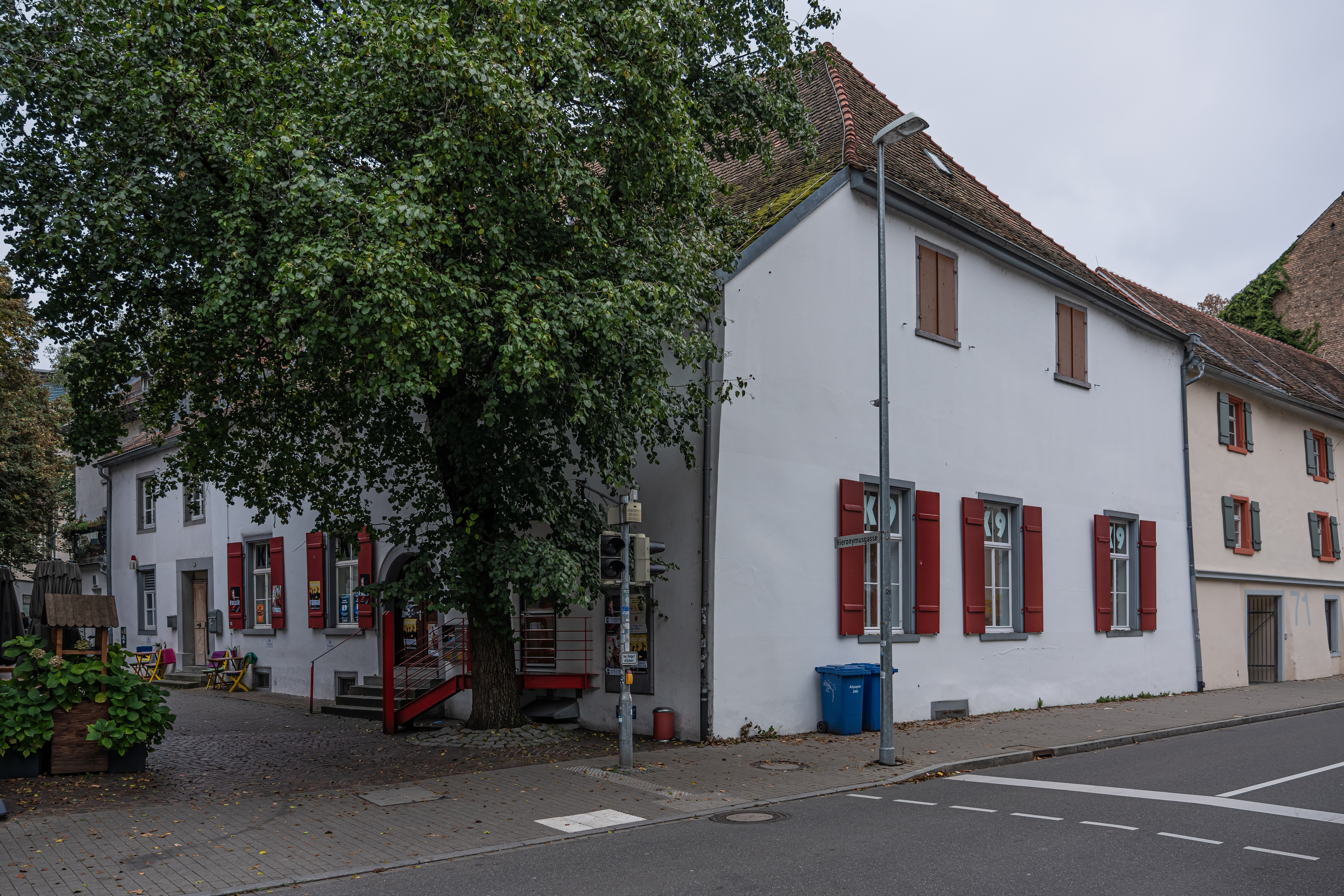
Nord- und Westseite 2022

Die katholische Pfarrkirche St. Paul, auch Paulskirche genannt, in der deutschen Stadt Konstanz wurde im 10. Jahrhundert erbaut und 1834 profaniert. Heute befinden sich in dem Gebäude eine Kleinkunstbühne, ein Restaurant und Läden.

## Pfarrei
Die Pfarrkirche St. Paul wurde von Bischof Konrad von Konstanz (934–975) erbaut. Die Kirche lag damals außerhalb der Stadtbefestigung und später zwischen der Hussenstraße – die früher nach der Pfarrkirche als Paulsgasse benannt war – und der im 15. Jahrhundert erbauten Stadtmauer. St. Paul war die Pfarrkirche des Fronhofs und von Egelshofen. Nach der Stadterweiterung von 1252 umfasste die Pfarrei das Gebiet zwischen dem Obermarkt und Stadelhofen.
Die Pfarrei unterstand dem Dompropst, der 1719 auf den schlechten baulichen Zustand der Kirche hinwies. 1813 wurde die St.-Pauls-Kirche geschlossen und die Pfarrei auf die Kirche des aufgehobenen Augustinerklosters (heute Dreifaltigkeitskirche) übertragen. Das leerstehende Gebäude diente von 1816 bis 1820 als erste Kirche der evangelischen Gemeinde Konstanz.

## Bauliche Erscheinung
Auf dem Merianstich von 1643 ist die Paulskirche als dreischiffiger Bau mit einem erhöhten Mittelschiff und einem Turm auf der Nordseite dargestellt (siehe Abb.). Ein Grundrissplan von 1783 zeigt eine dreischiffige Pfeilerbasilika mit je fünf achteckigen Pfeilern und einem länglichen Ostchor, vor dessen Stirnseite an der Südecke der Turm eingezeichnet ist. Auf der Nordseite des Chores sind in der Verlängerung des Seitenschiffs eine Kapelle und dazu quergestellt die Sakristei zu finden. Südlich an das Schiff war das Pfarrhaus angebaut. Weiter südlich an der Innenseite der Stadtmauer stand der St.-Pauls-Turm, der Kerker der Stadt. In ihm wurde während des Konstanzer Konzils Hieronymus von Prag bis zu seiner Verurteilung gefangen gehalten.
Die Kirche hatte fünf Altäre. Der Hochaltar enthielt ein Gemälde von F. L. Herrmann mit der Darstellung der Apostel Peter und Paul als Märtyrer. Wo das 1676/77 vom Schreinermeister Hans Georg Nonnenmacher und Maler Johann Andreas Asper ausgeführte heilige Grab stand, ist nicht bekannt.
1734 bis 1736 erfolgte eine Renovierung, wobei eine Stuckdecke eingebaut, größere Fenster eingesetzt und zwei neue Eingänge erstellt wurden, der eine auf der Südseite zum Friedhof und der andere auf der Westseite gegen die Stadtmauer.

## Profanierung
Die St.-Pauls-Kirche wurde profaniert und 1834 von der großherzoglich-badischen Domänenverwaltung an zwei Privatpersonen verkauft. Im östlichen Teil wurde eine Wohnung eingebaut, der westliche Teil des Kirchenschiffs war zunächst Heulager. 1839 wurde dieser Teil vertieft und zu einer Brauerei umgebaut. Später diente die Kirche als Lagergebäude. Nach dem Ersten Weltkrieg wurde auf der Nordseite gegen die Pfauengasse ein Schaufenster eingebaut.
Seit 1990 befindet sich das Kunst und Kulturzentrum K9 in der denkmalgeschützten ehemaligen Paulskirche. Das alte Gebäude wurde aufwendig renoviert und die barocke Stuckdecke freigelegt.